# バインナウン
バインナウン（Bayinnaung、1516年1月16日 - 1581年10月10日）はビルマ人の王朝、タウングー王朝の王の1人（在位：1550年4月30日 - 1581年10月10日）。バインナウン王は小タイ族の王朝、アユタヤ王朝に何度も攻撃を仕掛けたことがあり、タイの歴史書に頻繁に登場し、タイ語訛のブレーンノーン（Burengnong、タイ語: สมเด็จพระบุเรงนอง）という表記がされることもある。
漢字表記は莽応龍。

## 生涯
バインナウンは、パガンのサトウヤシから砂糖を精製する業者の息子であるといわれる。バインナウンは幼児の頃、おむつにシロアリ（チャテー）がたかったので、幼少期にはチャテーとあだ名された。バインナウンが生まれたすぐ後にタウングーの王、ミンチーニョーの妻の一人に息子が出来たので、バインナウンの母は乳母としてこの王の息子の養育にあたった。この王の息子は後にタビンシュエーティー（1516年 - 1550年）として父の後に即位した。
母が乳母として王宮に入ったので、バインナウンも王宮で育つことになり、成人すると役職を与えられた。しかし、王女と恋愛関係に陥った事件があり、ミンチーニョーはバインナウンを罰しようとしたが、この時ある仏僧が仲介に入り、事なきを得た。後に乳母兄弟であるタビンシュエーティーが即位（1530年）すると、バインナウンはこの王女との婚姻が許され、バインナウン（王の兄）という名を与えられた。タビンシュエーティーの統治期間、ほとんどのタビンシュエーティーの送った軍に参戦し、大きな勲功を挙げて、猛将として知られるようになり、遂にタビンシュエーティーにより副王に任命された。
タビンシュエーティーが崩御すると、タウングー王朝は分裂を始めた。崩御の年の1550年、バインナウンはタビンシュエーティーの弟と共同で首都のタウングーをモン族から奪還。同年に中央ビルマを完全に掌握した。1553年にはアワを攻撃して占領すると、そこに遷都した。バインナウンは前の王の時代から居たポルトガル人鉄砲隊を巧みに利用して領土を拡大し、1558年、ラーンナータイ王朝があったチエンマイを支配下に置いた。1559年までにはバインナウンは上ビルマ全域を支配下に置いた。1559年には西ビルマに侵攻してきたインドのマニプール軍を制圧。1569年にはタビンシュエーティーの念願であった、アユタヤ王朝の首都アユタヤの領有を画策し、兵糧責めにした。アユタヤは難攻不落といわれていたが、バインナウンの1年以上におよぶ兵糧責めにより、脱走兵が続出して最終的に陥落。白象王と呼ばれたアユタヤ・チャクラパットから白象4頭と人質を取り、毎年30頭の象と300斤の銀の納入を約束させ、委任統治した。
しかし、この後アユタヤではチャクラパットやその後に即位したマヒンが死亡したので、アユタヤのマハータンマラーチャー（サンペット1世）を即位させた。サンペット1世は人質として取られている自分の息子を、自分の王女と引き替えに解放を要求した。バインナウンはこれに応じたが、これがバインナウン死後のタウングー王朝にとって災いとなる。このサンペット1世の息子はナレースワンと呼ばれたが、ナレースワンは現在のラオスにあったラーンサーン王国と共同で1574年にタウングー朝に反旗を翻した。しかしこの時の反乱は失敗に終わり、アユタヤはタウングー朝に再び恭順している。バインナウン死後ナレースワンはバインナウンの占領したタイ族の領土を次々と回復していった。なおバインナウンは1574年にラーンサーン王国を攻撃しているが、セーターティラートの防戦の前に失敗に終わっている。
1581年、バインナウンは66人の子供を残して在位31年で崩御したが、その後、この強力な王が死んだのをみて各地の有力者が独立を始め、タウングー国内は再びバインナウンの即位前の状態に逆戻りした。しかしながら、平民から出世しビルマを大きくしたこの王の偉業はビルマ人の記憶に残り続け、今でもビルマ人に英雄視される王の1人である。